# Bilk
Bilk ist ein Stadtteil der nordrhein-westfälischen Landeshauptstadt Düsseldorf. Das Gebiet des ehemals selbstständigen Ortes wurde bereits 1384 nach Düsseldorf eingemeindet und umfasste neben dem heutigen Stadtteil Bilk auch die heutigen Stadtteile Oberbilk, Unterbilk sowie Friedrichstadt. Bilk gehört zum Stadtbezirk 3 und war im Juni 2023 mit 41.387 Einwohnern auf einer Fläche von 6,07 Quadratkilometern der bevölkerungsreichste Stadtteil der Stadt. Mit 6818 Einwohnern je Quadratkilometer ist Bilk überdurchschnittlich dicht besiedelt, die Stadt Düsseldorf hat etwa 2900 Einwohner pro Quadratkilometer.

## Geographie und Bevölkerung

### Lage
Im Norden verläuft die Stadtteilgrenze unmittelbar südlich der Bahnstrecke Düsseldorf–Neuss; Bilk grenzt dort an die benachbarten Stadtteile Unterbilk und Friedrichstadt an. Östlich von Bilk liegen die Stadtteile Oberbilk und Wersten. Die Stadtteilgrenze zu Oberbilk verläuft unmittelbar östlich der Eisenbahnstrecke Düsseldorf–Köln und folgt südlich davon dann dem Straßenverlauf der Moritz-Sommer-Straße und des Bittwegs (jeweils Straßenmitte). Entlang der Werstener Straße, des Ostufers eines ehemaligen Baggersees und des Brückerbaches verläuft die Grenze zu Wersten. Bilk umschließt entlang der Münchener Straße, Himmelgeister Straße (südlicher Teil), Ulenbergstraße, Aachener Straße und Volmerswerther Straße das Gebiet von Flehe. Ebenfalls im Süden grenzt der Stadtteil entlang des südlichen Randes des Südfriedhofs an die Felder von Volmerswerth. Im Westen schließen sich die Felder von Hamm an. Die Grenze verläuft hier parallel zum westlichen Rand des Südfriedhofs und weiter nördlich entlang der Völklinger Straße.

### Nutzung und Bebauung
In einem 300 bis 600 Meter breiten Streifen südlich der Bahnstrecke Düsseldorf–Neuss ist eine geschlossene Bauweise vorherrschend. Der nördliche Teil Bilks ist somit besonders dicht besiedelt. Es gibt hier auch mehr Geschäfte und Gewerbebetriebe als im übrigen Stadtteilgebiet. Dieser Teil wird auch von der Südlichen Düssel, die hier aber oft durch Tunnel geführt wird, in Ost-West-Richtung durchflossen. Der meist locker bebaute Süden enthält mit dem Südfriedhof, dem Park an der ehemaligen Sternwarte, dem Freizeitpark Ulenbergstraße und dem Botanischen Garten mehrere Grünflächen. Die Heinrich-Heine-Universität, deren Campus und Klinik im Südosten des Stadtteils liegt, ist aktuell der am meisten prägende Faktor Bilks. Nicht nur in den Wohnheimen auf dem Campus und nördlich des Klinikgeländes, sondern auch im restlichen Stadtteil wohnen viele Studenten und Hochschulmitarbeiter. Zumindest in Bilk existiert eine insgesamt in Düsseldorf eher schwach ausgeprägte studentische Kneipenkultur.

## Geschichte
„In Urkunden aus dem Jahre 1395 ist sowohl von Oberbilk als auch von Arenbilk die Rede, nie jedoch von Unterbilk. Erst nach dem Bau des Bilker Bahnhofes taucht auf einer Karte aus dem Jahre 1891 plötzlich in feiner Schnörkelschrift der Name „Unterbilk“ auf. Ein städtischer Beamter hatte einen neuen Stadtteil auf dem Papier geschaffen. […] Doch Heimatfreunde wie Planer wissen: ‚Die Unterbilker fühlen sich als Bilker‘.“
Vor diesem Hintergrund kann zwischen der Bilker und Unterbilker Geschichte und oft auch zwischen dem Heimatbewusstsein der Bilker und Unterbilker nicht unterschieden werden, so dass die nachfolgend skizzierte Stadtteilgeschichte mehr umfasst als das, was innerhalb der heutigen Bilker Grenzen geschehen ist.

### Mittelalter

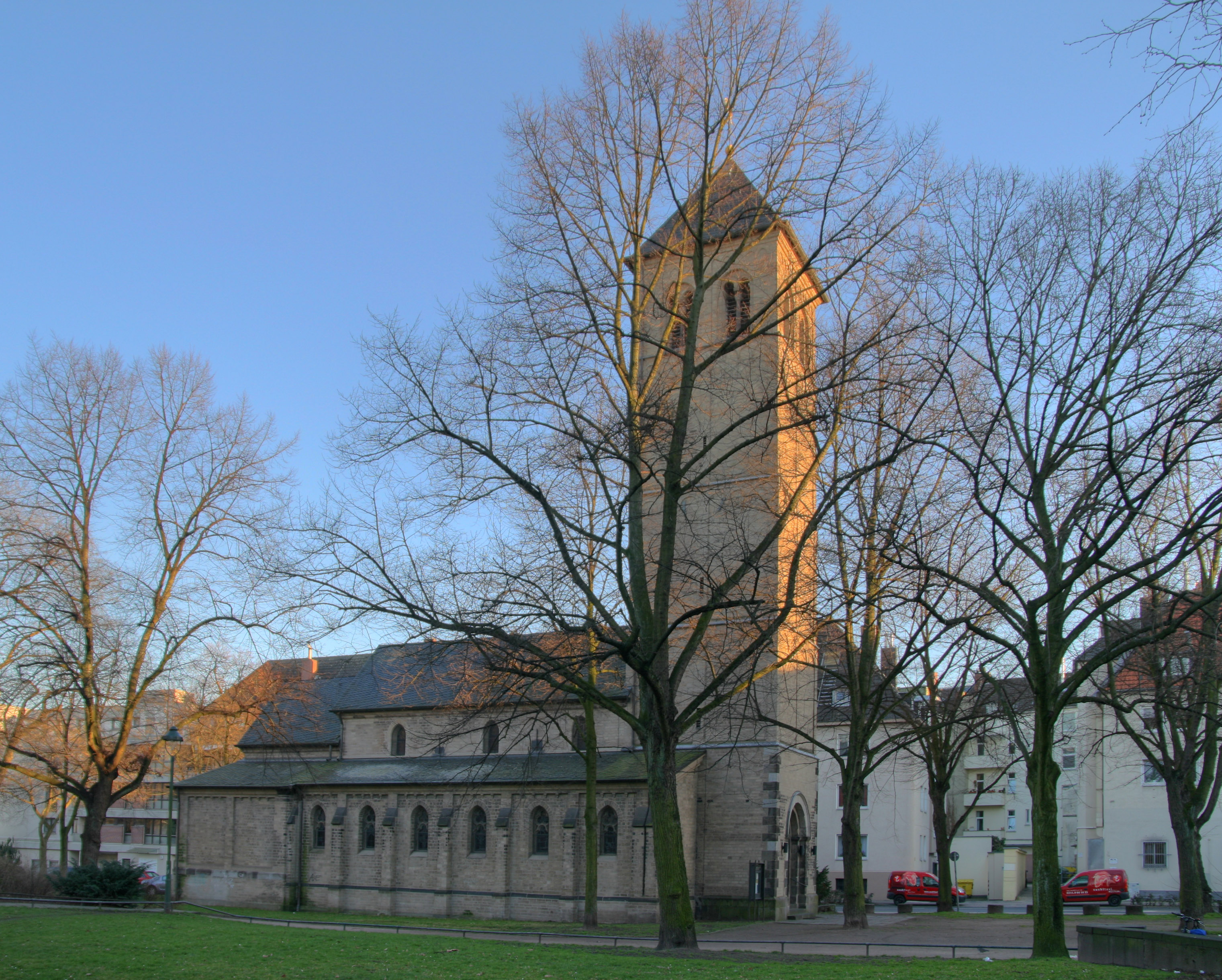
Kirche Alt St. Martin

Wie Funde von zwei Gräberfeldern zeigen, war Bilk im frühen Mittelalter (6. und 7. Jahrhundert) besiedelt. Beide Fundstellen liegen jedoch recht weit vom späteren Ortskern bei Alt St. Martin entfernt. Die erste schriftliche Erwähnung von Bilk erfolgte zum 14. Februar 799 als Gutshof (villa Bilici), wohl ein Königsgut mit Kirche. Die am südlichen Düsselarm gelegene kleine Tuffsteinkirche Alt St. Martin entstand vielleicht um 700. Erstmals urkundlich erwähnt wird sie jedoch erst 1019. Bei einer Auflistung der Besitzungen der Abtei Deutz von 1147 bestätigte der Papst Eugen III. neben vielen Anderen am Niederrhein für den Großraum Düsseldorf Eigentum in „Bilka“ und „Castrum Burgela“ (Haus Bürgel).
In einer Aufstellung über die Besitzungen des Stiftes Gerresheim von 1218 waren für den Haupthof (Villae) Dern neben 62 weiteren Unterhöfen im heutigen Großraum Düsseldorf auch drei Unterhöfe in Bilk aufgelistet. Um 1250 muss auch die Honschaft Gerresheim in Bilk Eigentumsrechte besessen haben. In einer Urkunde von 1273 wurden diese von der gesamten Bilker Gemark auf einen abgesonderten Bereich verkleinert. Bezeugt hatten diese Urkunde unter anderen die Edelherren „Theodorico und Henrico de Elner“ und „Wernero de Horst“. Das Adelsgeschlecht der „Ritter von Horst“ hatte im 13. Jahrhundert Eigentum in der Bilker Mark. Ritter Heinrich von Horst übertrug 1290 Heinrich von Windeck, einem Mitglied aus der Familie der Grafen von Berg, für 50 Mark seinen Hof in Bilk zum Lehen.
Bis 1206 gehörte das an einem nördlichen Düsselarm gelegene, erstmals 1159 erwähnte Fischerdörfchen „dusseldorp“, das Dorf an der Düssel, zum Kirchspiel von Alt St. Martin in Bilk. In diesem Jahr wurde eine Kapelle in der Altstadt von Düsseldorf zur Pfarrkirche erhoben und ein eigenes Kirchspiel gebildet. Am 14. August 1288, nach der Schlacht von Worringen, wurden Düsseldorf durch den Grafen Adolf V. von Berg die Stadtrechte verliehen und die Pfarrkirche zur Stiftskirche. Die Grafschaft wurde 1380 zum Herzogtum erhoben und das Schloss in Düsseldorf zum Regierungssitz der neuen Herzöge. Bei der Erweiterung von Düsseldorf Ende März 1384 wurden neben den Honschaften Golzheim und Derendorf auch die große Dorfschaft Bilk der Stadt Düsseldorf zugeordnet.
Die „städtischen Freiheiten“, die bei der Eingemeindung zugesagt worden waren, wurden in einer weiteren Urkunde eingeschränkt. In dieser Urkunde vom 4. April 1384 erhielten die Bilker nur dann auch alle „städtischen Freiheiten“, wenn sie zusätzlich auch in der Stadt eine Wohnung unterhielten.
Bilk bestand damals aus den drei Honschaften: Arienbilk, oder auch Orienbilk genannt, das heutige Oberbilk, Muhlhoven, etwa das aktuelle Unterbilk, und Kirchbilk mit St. Martin, der Kern des heutigen Stadtteiles Bilk. Diese drei Honschaften Bilk unterhielten bereits vor der Eingemeindung nach Düsseldorf ein eigenes Schöffengericht. Dieses Bilker Gericht wurde 1394 durch den Herzog Wilhelm von Berg aufgelöst und durch das Düsseldorfer Gericht ersetzt.

### Neuzeit
Die großflächige Ortschaft Bilk bestand aus einer Reihe von Höfen und Häusern entlang der südlichen Düssel im Verlauf der heutigen Suitbertusstraße und Martinstraße bis zur neuen Bilker Kirche St. Martin, die an der Stelle der 1686 erbauten Loretokapelle steht. Bilk war in drei Bezirke gegliedert: in Kirchbilk (Alt St. Martin), Mühlenhofen und Arenbilk (Oberbilk). Größere Höfe sind namentlich bekannt: Burghof, Deuzerhof, Fechelshof oder Rheindorfer Hof.
Ab 1852 entstand südöstlich von Düsseldorf in Oberbilk eine bedeutende Metall- und Eisenindustrie. 1854 genehmigte der preußische König Friedrich Wilhelm IV. eine notwendige Erweiterung der Stadt, die nach Süden hin über die heutige Friedrichstadt Bilk mit Düsseldorf verband. Wegen der Verlagerung des Eisenbahnverkehrs in den 1891 am heutigen Standort eröffneten Düsseldorfer Hauptbahnhof musste die seit 1870 nach Fertigstellung der Hammer Eisenbahnbrücke bestehende Eisenbahnstrecke von Düsseldorf über den Rhein nach Neuss verlegt und durch Bilk geführt werden. Der Stadtteil wurde auf diese Weise zerschnitten, erhielt aber auch einen eigenen Bahnhof. Aus dem nördlich gelegenen Teil wurde Unterbilk, der südliche Teil behielt den Namen Bilk. Die alte Eisenbahnstrecke vom alten Düsseldorfer Bahnhof in Nähe des heutigen Graf-Adolf-Platzes entlang des jetzigen Medienhafens zur Hammer Eisenbahnbrücke wurde aufgegeben.

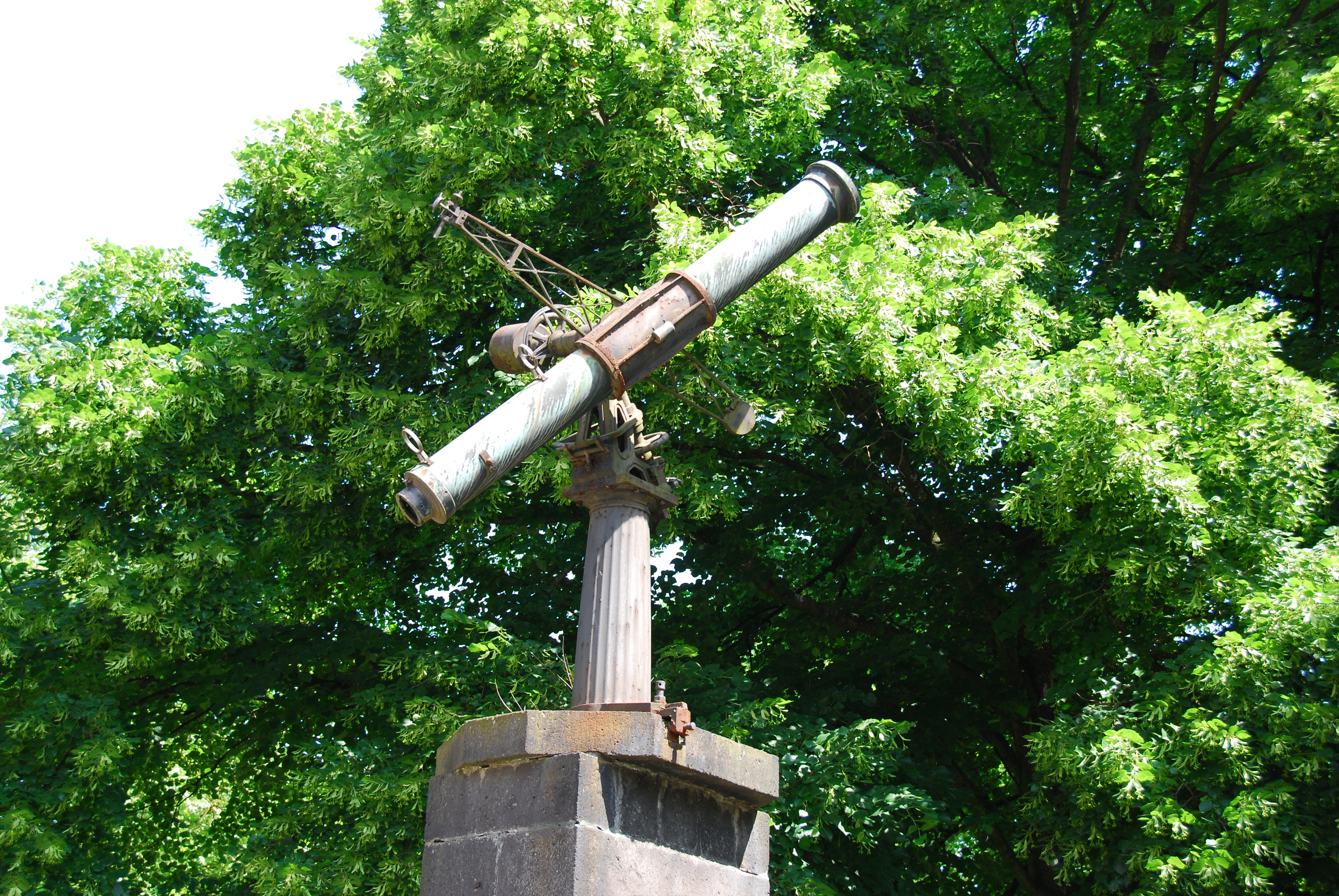
Denkmal für die Sternwarte

Bekannt geworden ist Bilk auch in der Astronomie durch die Düsseldorfer Sternwarte. 1843 richtete Johann Friedrich Benzenberg (1777–1846) in Bilk in der Nähe von Alt St. Martin die private Sternwarte Charlottenruhe ein und führte dort Himmelsbeobachtungen durch. Nach seinem Tod übernahm die Stadt Düsseldorf die Sternwarte. Zwischen 1852 und 1890 entdeckte hier der Nachfolger Benzenbergs, der Astronom Karl Theodor Robert Luther (1822–1900), 24 Planetoiden und Asteroiden (von Thetis am 17. April 1852 bis Glauke am 20. Februar 1890), die als die 24 Düsseldorfer Planeten bekannt wurden. 1943 wurde die Düsseldorfer Sternwarte während eines Bombenangriffs zerstört. Der ausgeglühte Körper des Fernrohres der Sternwarte steht heute als Erinnerung vor dem Westturm von Alt St. Martin. Schaut man durch das Rohr, erblickt man den Hahn auf dem Kirchturm.
Auf der westlich von Unterbilk gelegenen Rheinhalbinsel Lausward (Lauswerth) wurde 1876 die erste Pferderennbahn Düsseldorfs eröffnet. Von 1890 bis 1896 entstand hier der neue städtische Hafen. 1955 wurde mit dem Bau des Kraftwerkes Lausward begonnen. Der stadtnahe östliche Teil des Düsseldorfer Hafens entwickelte sich seit 1990 zum Schwerpunkt verschiedener Telekommunikationsfirmen und Werbeagenturen und wird deshalb auch Medienhafen genannt. Dort wurden 1982 der Fernmeldeturm, 1988 das neue Gebäude des Landtags Nordrhein-Westfalen, das WDR-Funkhaus Düsseldorf und 1999 der Neue Zollhof von dem namhaften Gegenwartsarchitekten Frank O. Gehry fertiggestellt. 1996 wurde unweit des Medienhafens das auf dem südlichen Ende des Rheinufertunnels stehende Düsseldorfer Stadttor mit seiner Doppelfassade und einem dynamischen Klimasystem eröffnet.

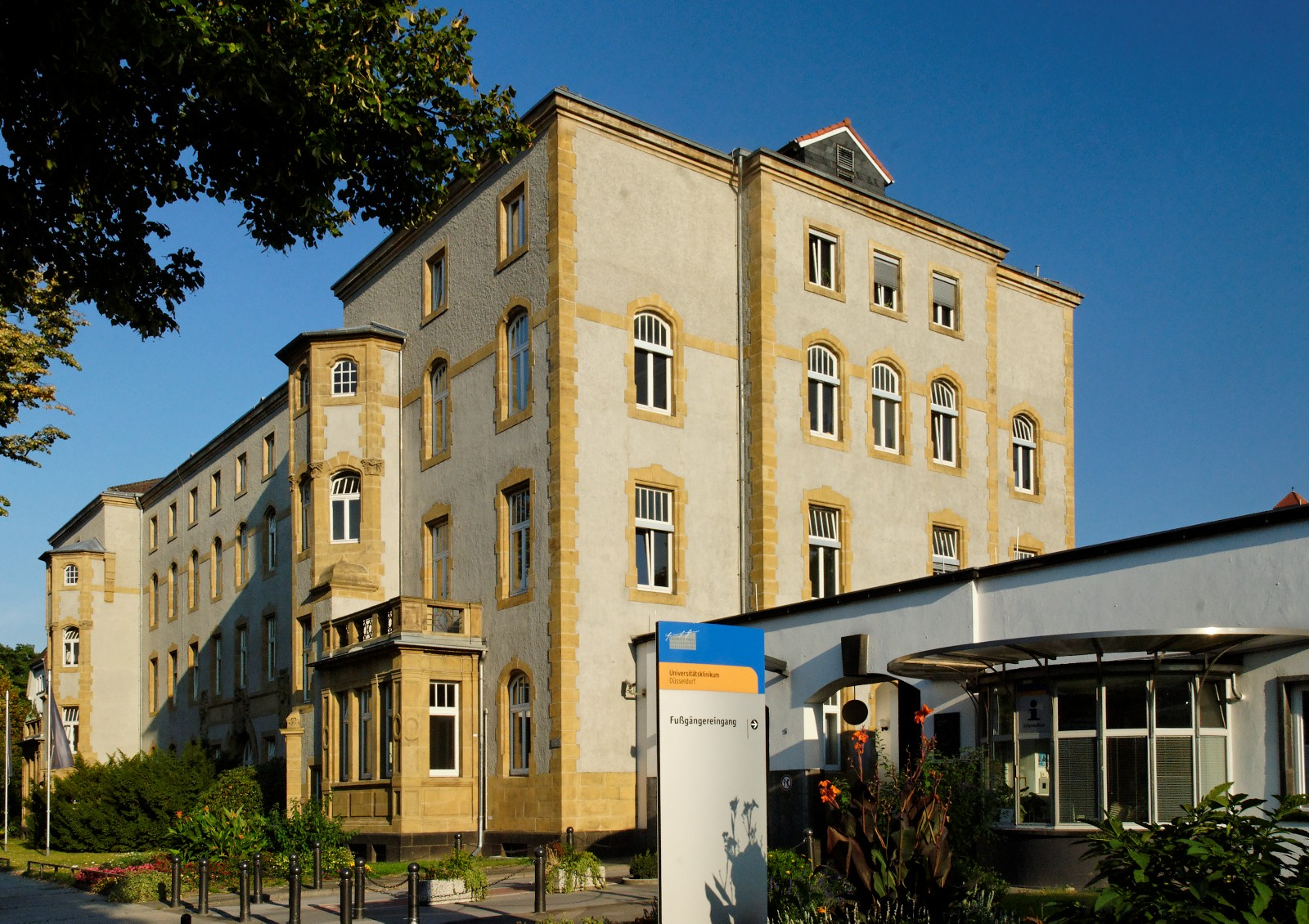
Eingangsbereich Universitätsklinikums Düsseldorf

Zeitgleich mit dem Bau der Städtischen Krankenanstalten südlich der Moorenstraße zwischen Witzelstraße und Himmelgeister Straße in Stoffeln im Jahr 1907 wurde die Düsseldorfer Akademie für praktische Medizin, aus der schließlich 1965 die Universität Düsseldorf hervorging, gegründet. Südlich des Geländes der Krankenanstalten wuchs der Campus der Universität, zu dem auch der 1974 eröffnete Botanische Garten gehört. 1973 gingen die Städtischen Krankenanstalten in Bilk in die Trägerschaft des Landes Nordrhein-Westfalen über und wurden in Universitätsklinikum Düsseldorf umbenannt.

### Bekannte Personen
- Der Politiker und Jurist Jakob Salentin von Zuccalmaglio (1775–1838) wurde in Bilk geboren.
- Der Pfarrer von St. Martin, Anton Joseph Binterim (1779–1855), war römisch-katholischer Geistlicher, Theologe und Kirchenhistoriker sowie Abgeordneter in der Preußischen Nationalversammlung von 1848
- Ferdinand Freiligrath (1810–1876) wohnte 1850/51 an der Neusser Straße 133, gegenüber der Loretokapelle (heute gegenüber der Bilker Kirche in Unterbilk).
- Ferdinand Lassalle (1825–1864) wohnte vorübergehend 1856/57 im Hause der Gräfin Sophie von Hatzfeldt (1805–1881) an der Friedrichstraße 53, heute Unterbilk.
- Die Schriftsteller Heinrich Spoerl (1887–1955) und Sohn Alexander Spoerl (1917–1978) haben in der Ober-Real-Schule am Fürstenwall 100 (heute Albrecht-Dürer-Schule) in Unterbilk die Schulbank gedrückt. Aus diesen Erfahrungen sind die Romane Die Feuerzangenbowle (1933) von Heinrich Spoerl und Memoiren eines mittelmäßigen Schülers (1950) von Alexander Spoerl entstanden.
- Der Unternehmer Johann Heinrich Spoerl (1862–1915), Vater des Schriftstellers Heinrich Spoerl und Konstrukteur der ersten deutschen Rotationsdruckmaschine, gründete 1884 in Bilk die „J.H. Spoerl Maschinenfabrik“. 1904 errichtete er für sein Unternehmen in der Tußmannstrasse 70 ein neues, heute noch bestehendes Fabrikgebäude.
- Der Musiker Jürgen Engler wurde 1960 in Bilk geboren.
- Der Koch und Geschäftsmann Ralf Bos wurde 1961 in Bilk geboren.
- Die Schriftstellerin Sabine Klewe lebt in Bilk.
- Jacques Tilly baut in einem ehemaligen Straßenbahndepot in Bilk seine satirischen Figuren für den Düsseldorfer Rosenmontagszug.[19]

## Verkehr und weitere Infrastruktur

### Individualverkehr
In West-Ost-Richtung über den Südring, die Kopernikusstraße und Auf’m Hennekamp verläuft der sogenannte Düsseldorfer Lastring durch Bilk. Die Stadtteilgebiete nördlich davon liegen in der Umweltzone. Im Süden befindet sich die Autobahn A 46, die zwischen dem Klinikgelände und dem übrigen Campus der Universität in einem Tunnel verschwindet. Westlich dieses Tunnels ist der Stadtteil über die Anschlussstelle Düsseldorf-Bilk an die Autobahn angeschlossen. Mehrere Durchgangsstraßen durchziehen Bilk in Nord-Süd-Richtung und nehmen den Kraftverkehr stadtein- und -auswärts auf. Im Westen berührt die Bundesstraße 1 über die Völklinger Straße den Stadtteil. Über die nördliche Merowingerstraße und im weiteren Verlauf über die Münchener Straße – eine Anfang der 1990er Jahre zur Entlastung einiger Bilker und Fleher Wohngebiete fertiggestellte mehrspurige Autostraße – durchquert der Durchgangsverkehr Bilk in und aus Richtung Universität, Benrath und Garath. Schließlich ist die Stadtmitte über die Erasmusstraße, Mecumstraße, Witzelstraße und Werstener Straße an die Autobahn A 46 in Richtung Hilden und Wuppertal angebunden. Mecumstraße und Erasmusstraße gehören zu den am stärksten befahrenen Straßen Düsseldorfs und sind in der Vergangenheit öfter durch Überschreitung der Feinstaub-Grenzwerte in die Schlagzeilen geraten.

### Öffentlicher Personennahverkehr

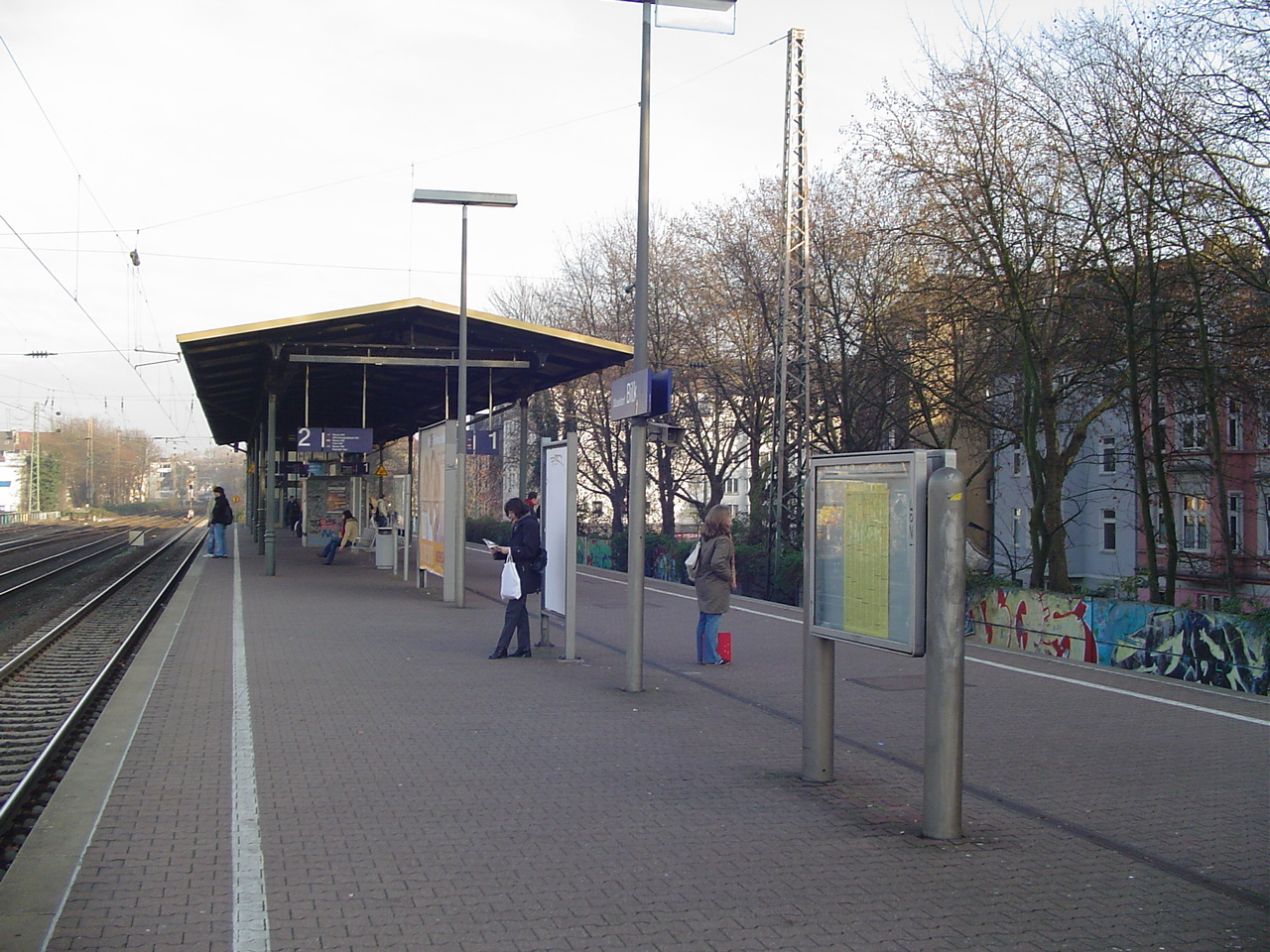
S-Bahnhof Bilk

Der Bahnhof Bilk befindet sich direkt an der Stadtteilgrenze noch auf Unterbilker Gebiet. Der Haltepunkt ist seit dem 18. März 2022 Haltestelle der RE-Linien RE4, RE 6, RE 10 und RE13, sowie der RB-Linie 39. Des Weiteren halten dort die S-Bahnen-Linien S 8, S. 11 und S 28 sowie mehrere Stadtbahnlinien (U 71, U 72, U 73, U 83) und die Buslinien (SB56, M3, 835, 836 und NE 7). Weitere Haltepunkte der S-Bahn-Linien S 8, S. 11 und S 28 direkt an der Stadtteilgrenze von Bilk sind Völklinger Straße und Friedrichstadt. Mit der Fertigstellung der Wehrhahn-Linie und seiner Erweiterung zum Regionalbahnhof wurde der Bahnhof zusätzlich zum Haltepunkt im Stadtbahnnetz, vorher fuhren hier die Straßenbahnlinien 703, 713, 706, 707, 708 und 712. Der S-Bahnhof Volksgarten ist Haltestelle der S-Bahn-Linien S 1, S. 6 und S 68 sowie der Straßenbahnlinie 706.
Weitere Straßenbahnlinien (701 und 704) und Buslinien (SB 50, 723, 726, 735, 780, 782, 785, 827, 893, M3, NE 8 und 809) verkehren im übrigen Stadtteilgebiet. Seit dem 30. August 2010 ist das in Bilk gelegene Universitätsgelände mit der Verlängerung der Stadtbahnlinie U 79 bis zur Station Universität Ost/Botanischer Garten an das Stadtbahnnetz angeschlossen, seit Februar 2016 auch mit der Linie U 73. Darüber hinaus verkehren die im August 2018 eingerichteten Metrobuslinie  M1, M2 und M3 im gesamten Stadtgebiet. Hierbei stellt die Linie M3 die Anbindung nach Düsseldorf-Bilk dar.

### Einzelhandel
Einkaufsmöglichkeiten mit mehreren Geschäften befinden sich
- auf der Aachener Straße zwischen Suitbertusstraße und Kopernikusstraße
- auf der Himmelgeister Straße zwischen Am Steinberg und Ulenbergstraße
- am Karolingerplatz und
- am Aachener Platz.

Der Trödelmarkt Aachener Platz ist einer der größten Trödelmärkte Deutschlands. Er findet seit 1976 jeden Samstag auf dem Bilker Schützenplatz an der Ulenbergstraße statt.

### Schulen und Hochschulen

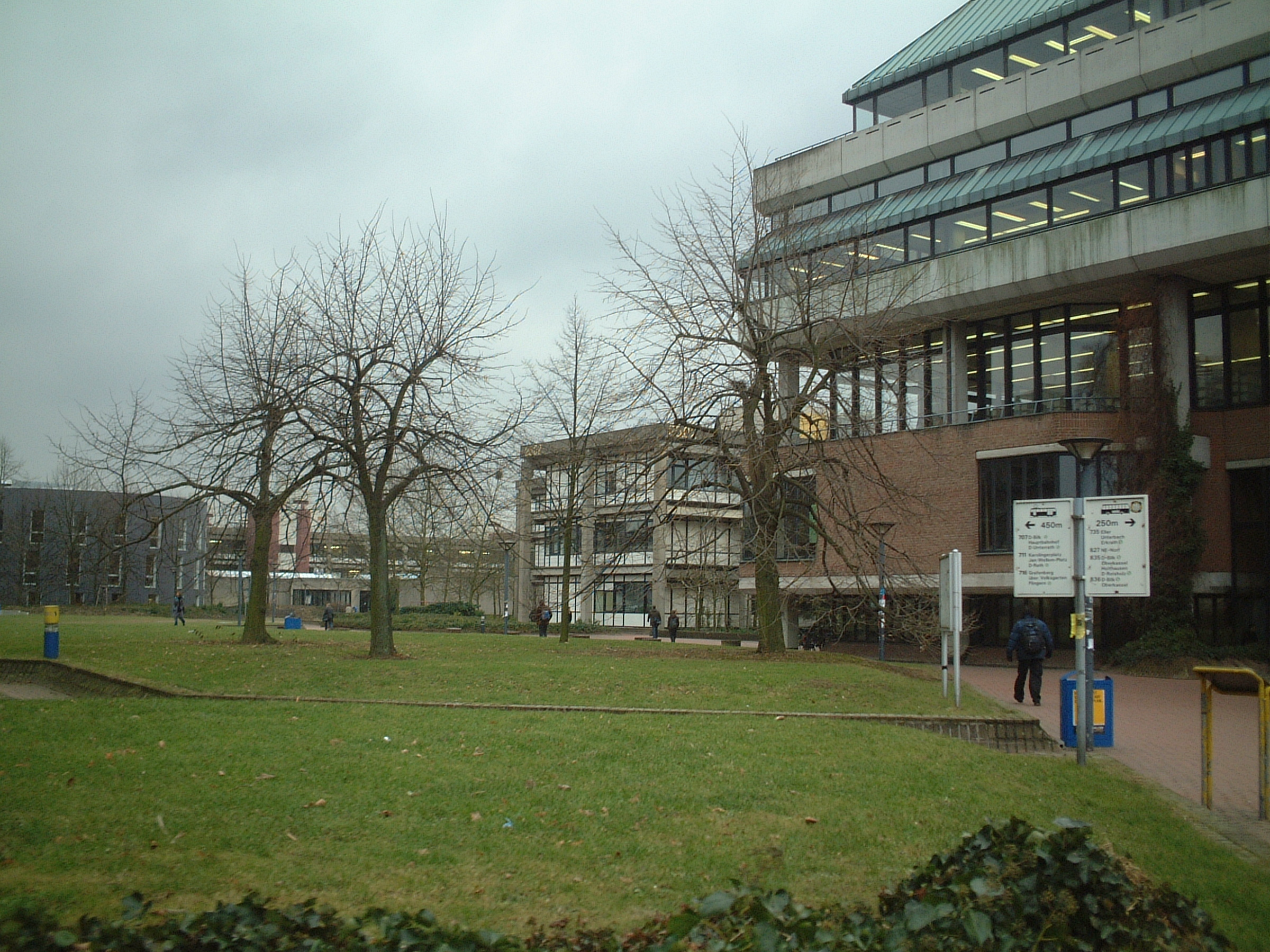
Campus der Heinrich-Heine-Universität

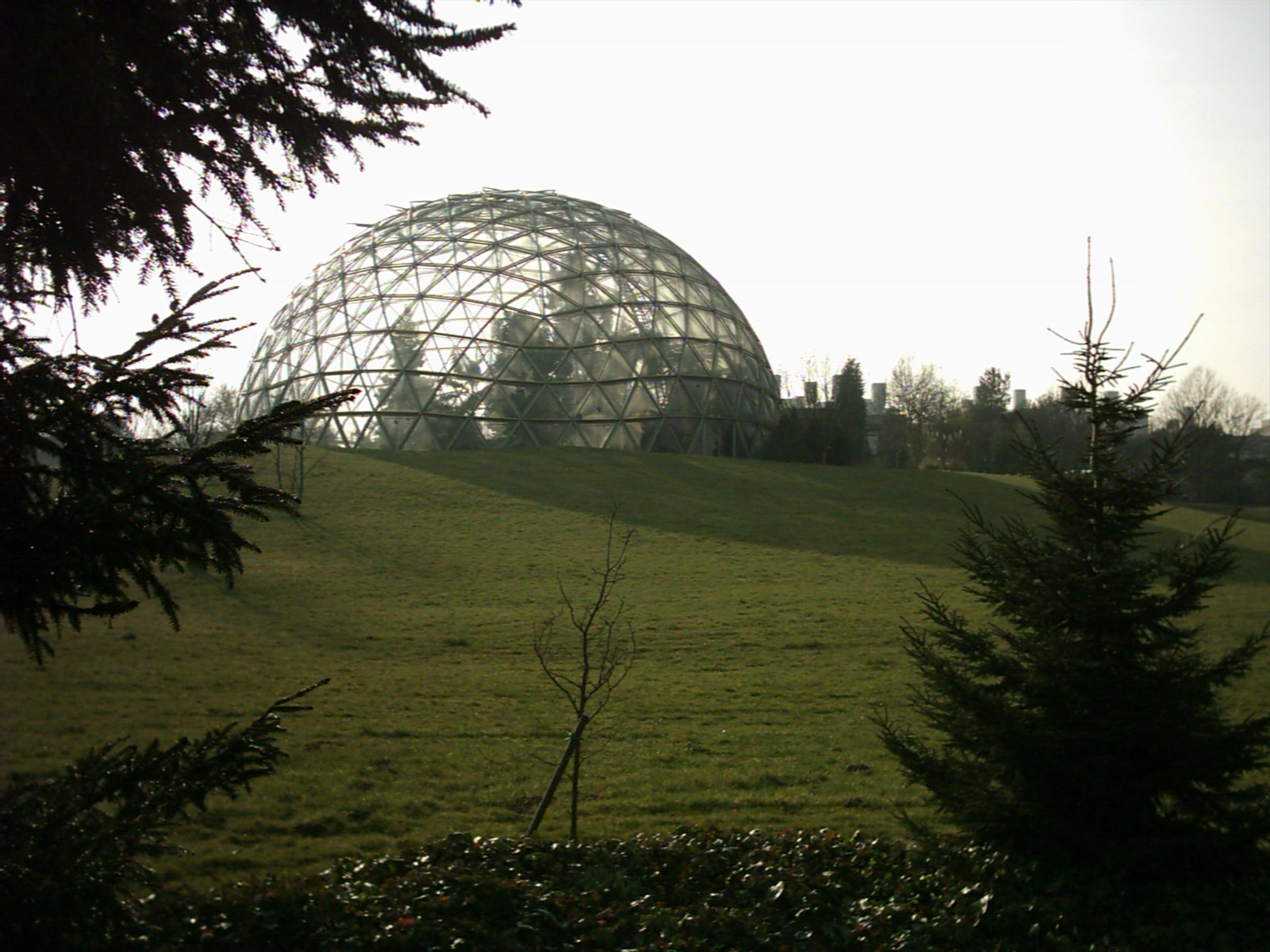
Botanischer Garten mit Kuppelgewächshaus

In Bilk liegen vier Grundschulen und eine Realschule. Stadtweite Bedeutung haben die berufsbildenden Schulen Max-Weber-Berufskolleg und Walter-Eucken-Berufskolleg an der Suitbertusstraße sowie das Schulzentrum zwischen Brinckmann- und Redinghovenstraße mit dem Geschwister-Scholl-Gymnasium, der Hulda-Pankok-Gesamtschule und dem Heinrich-Hertz-Berufskolleg.
Auf dem Campus in Bilk sind neben den Lehr- und Forschungseinrichtungen aller Fakultäten der Heinrich-Heine-Universität auch die Fachbereiche Sozial- und Kulturwissenschaften und Wirtschaft der Fachhochschule Düsseldorf angesiedelt. Sehenswert sind das Freigelände und die Gewächshäuser – insbesondere der markante Kuppelbau – des Botanischen Gartens der Universität.

### Vereine
Der rund 900 aktive Mitglieder zählende St. Sebastianus Schützenverein Düsseldorf-Bilk e. V. 1445 ist der zweitgrößte Düsseldorfer Schützenverein. Er veranstaltet das gemeinsame Schützenfest der Stadtteile Bilk und Unterbilk mit der Kirmes auf dem Schützenplatz an der Ulenbergstraße unweit des Aachener Platzes.
Der Heimatverein Bilker Heimatfreunde e. V. unterhält das Hermann-Smeets-Archiv im Jadehüske, Himmelgeister Straße 73, mit Sammlungen über Ferdinand Freiligrath, Hermann Harry Schmitz und über die Bilker Sternwarte.
Die drei ältesten Sportvereine in und um Bilk, die auch mehrere Sportarten anbieten, sind der
- Friedrichstädter Turnverein v. 1880 e. V. Düsseldorf,[23]
- DJK TuSA 06 e. V. Düsseldorf[24] und
- SV Grün-Weiß-Rot 1930 e. V. Düsseldorf[25]

### Sportstätten
Die Sportplätze von DJK TuSA und SV Grün-Weiß-Rot befinden sich südlich der Freizeitparks Ulenbergstraße in Flehe. Auf dem Campus liegt das Sportzentrum der Heinrich-Heine-Universität mit Fußballplatz, Tennisplätzen, Leichtathletikbahn und zwei Sporthallen. In den Düsseldorf Arcaden befindet sich ein Hallenbad.

## Sehenswürdigkeiten

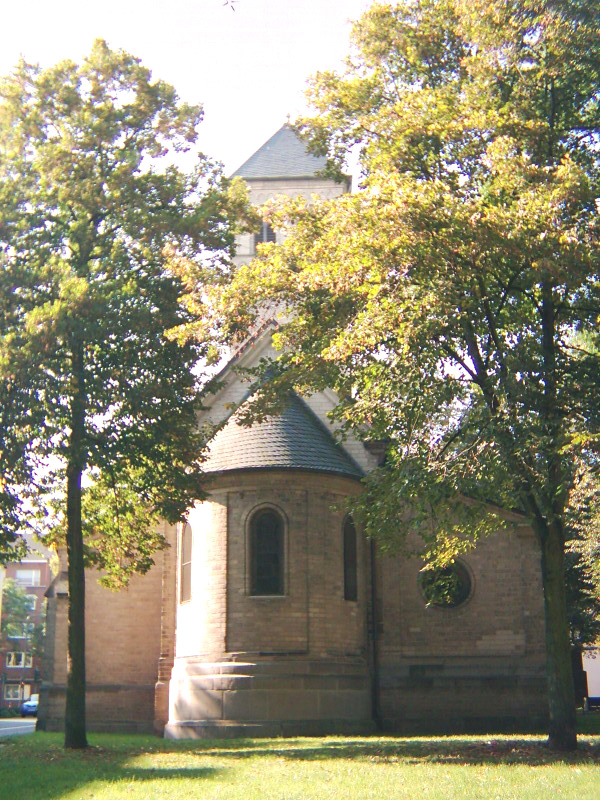
Apsis von Alt St. Martin

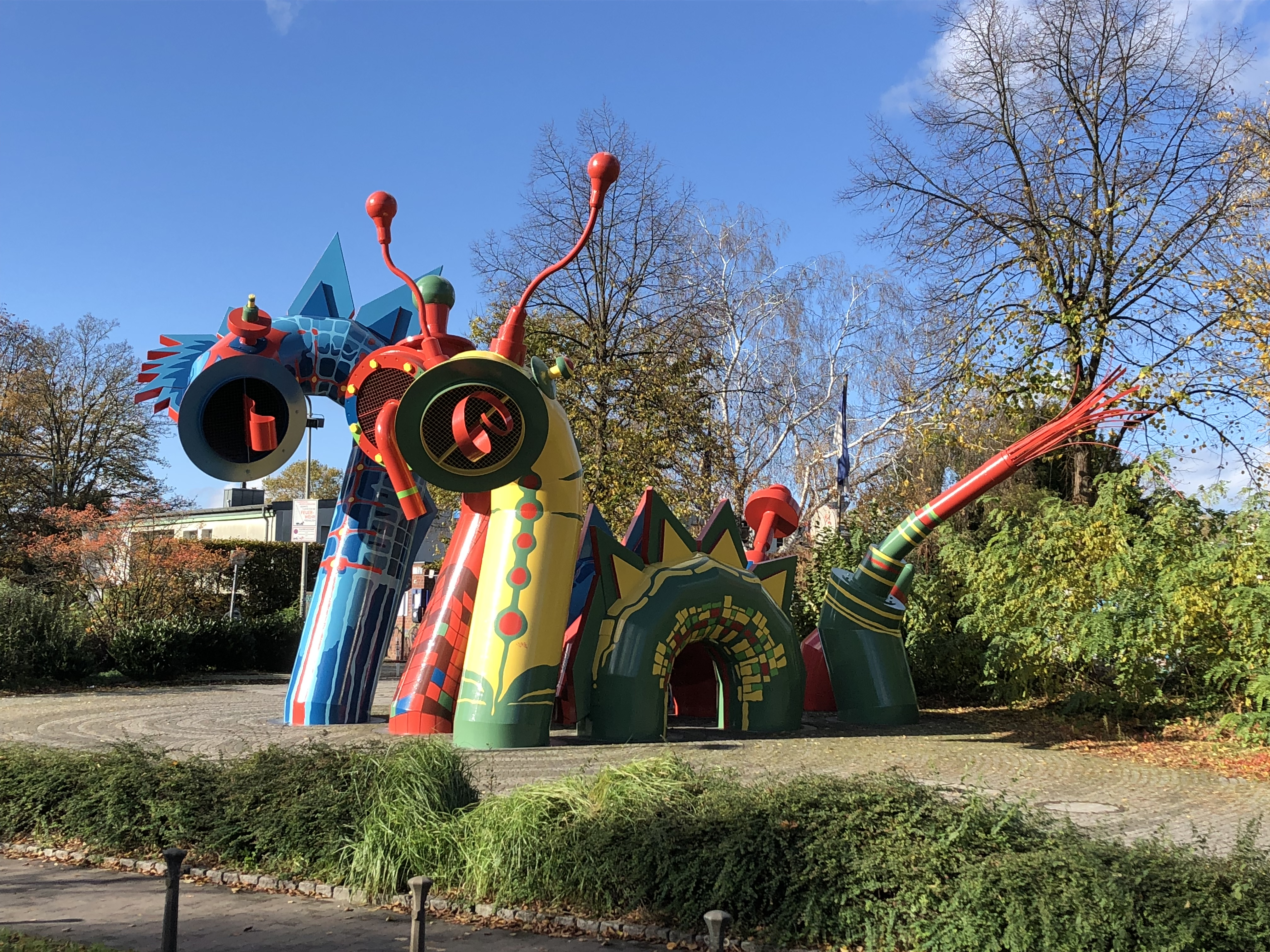
Entlüftungsrohre eines Abwasserkanals, im Volksmund Nessie genannt

Die Kirche Alt St. Martin an der Martinstraße ist das älteste noch sichtbare Baudenkmal Düsseldorfs. Die am südlichen Düsselarm gelegene kleine Tuffsteinkirche wird auch Alte Bilker Kirche genannt und entstand vielleicht um 700 als Stiftung durch den hl. Suitbertus an der Stelle eines heidnischen Germanenheiligtums. Sie lässt sich als Saalkirche, die spätestens um 900 durch einen Brand zerstört wurde, nachweisen. Der Kirchenbau St. Martin wurde erstmals im Jahre 1019 urkundlich erwähnt. Die heute dreischiffige romanische „Miniatur“-Pfeilerbasilika ist innen etwa 11 Meter breit und 20 Meter lang. Das Mittelschiff und der fünfgeschossige Westturm sind die ältesten Teile der Kirche und stammen im Kern aus der zweiten Hälfte des 12. Jahrhunderts. Nach 1200 wurde die Kirche um den Chor mit Apsis nach Osten erweitert. Mit dem Umbau der Seitenschiffe erfolgten im 15. und 17. Jahrhundert weitere Änderungen. Im Inneren haben sich romanische Deckenmalereien, die um 1245 entstanden sind, erhalten. Das Eingangsportal ist vom Düsseldorfer Künstler Bert Gerresheim gestaltet und stellt die Taten des Kirchenpatrons Martin von Tours dar. Die Türgriffe zeigen den hl. Bischof Hilarius von Poitiers, der Martin zum Priester geweiht hat, und den Gelehrten Sulpicius Severus, der die Biografie des heiligen Martin um 395 verfasste.